# Cima della Cengia delle Pecore
Die Cima della Cengia delle Pecore, auch La Scíma di Péüri oder auf älteren Karten Cima del Scengio delle Pecore, ist ein 2393 m ü. M. hoher Gipfel in den Lepontinischen Alpen im Schweizer Kanton Tessin.

## Lage
Der Gipfel liegt zwischen dem Val Carecchio, einem Seitental des Verzascatals im Westen und dem Val Drosina, einem Nebental des Val di Lodrino, das wiederum ein Seitental der Riviera ist, im Osten. Über den Gipfel führt zudem die Gemeindegrenze zwischen Verzasca (zuvor Lavertezzo) und Riviera (zuvor Lodrino). Rund 770 Meter nordöstlich am Grat liegt die Cima di Picoll (La Scíma do Picóll) (2439 m ü. M.) und rund 1,4 Kilometer südöstlich der 2439 m ü. M. hohe Poncione di Piotta (El Ponción Piòta).
Am Osthang liegen wenig unterhalb des Gipfels die Alpe Picoll sowie die Alpe Piotta, auf welcher der rechte Quellbach des Lodrino, die Drosina entspringt. Am südwestlichen Hang liegt ein kurzes Tal eines Quellbachs des Riale Carecchio und am nordwestlichen Abhang liegt das Tal des Gared, der ebenfalls in den Riale Carecchio mündet.